# Peruíbe
Peruíbe é um município brasileiro no litoral do estado de São Paulo, na Região Metropolitana da Baixada Santista. É reconhecido pelas belas e extensas praias, pelo turismo ecológico e pelo turismo rural.
A população do município de Peruíbe, segundo o Censo 2022 do Instituto Brasileiro de Geografia e Estatística (IBGE), foi de 68 352 habitantes, enquanto a sua área é de 326,216 km², o que resulta numa densidade demográfica de 209,53 habitantes por quilômetro quadrado.

## Estância balneária
Peruíbe está entre os 15 municípios do estado de São Paulo, reconhecidos como estâncias balneárias, por cumprirem determinados pré-requisitos definidos por lei estadual. Essa distinção assegura uma verba maior por parte do Estado para a promoção do turismo regional. Além disso, o município obtém o direito de incorporar o título de "estância balneária" ao seu nome, tanto nos documentos oficiais municipais quanto nas referências estaduais.

## Topônimo
O termo "Peruíbe", segundo o jornalista e escritor Silveira Bueno, é um vocábulo indígena que significa "no rio dos tubarões", juntando os termos tupis iperu (tubarão), 'y (rio) e pe (em). Consta, porém, em alguns documentos, que esse nome estaria associado ao modo como José de Anchieta se referia ao lugar, chamando-o de "Tapirema do Peru", por suas semelhanças com a região peruana, onde os jesuítas haviam enfrentado dificuldades no exercício da catequese.

## História
Quando da chegada dos portugueses ao Brasil, em 1500, já havia em Peruíbe uma aldeia indígena.
Em 1534, quando o Rei João III de Portugal dividiu a América Portuguesa em capitanias hereditárias, o atual território peruibense ficou pertencendo à Capitania de São Vicente, cujo donatário era Martim Afonso de Souza, fundador de São Vicente, primeira vila da colônia.
Em 1549, chegou à região, para a catequese dos indígenas, o padre Leonardo Nunes, apelidado pelos indígenas de Abarebebê (termo que, traduzido do tupi antigo, significa "padre voador", através da junção de abaré, "padre" e bebé, "voador"), pois parecia estar em vários locais ao mesmo tempo, fundando o aldeamento de São João Batista de Peruíbe, hoje as ruínas do Abarebebê. Em 1553, foi a vez do padre José de Anchieta, hoje santo, chegar ao povoado.
Em 1759, os jesuítas foram expulsos do Império Português e o aldeamento de São João Batista de Peruíbe foi abandonado, entrando em declínio, tornando-se uma pacata vila de pescadores do município de Itanhaém.
A abertura da Southern São Paulo Railway, em 1914, trouxe impulso e novos moradores à vila de pescadores de Peruíbe. Nessa época, a bananicultura floresceu na região, se tornando a sua principal fonte econômica.
Na década de 1950, com a inauguração de rodovias interligando o litoral sul de São Paulo à capital, a região teve um grande impulso, começou a receber muitos veranistas e cresceram também o comércio e o ramo imobiliário. O turismo começou a despontar como uma importante fonte econômica. Com o desenvolvimento de Peruíbe, iniciou-se um movimento pela emancipação da vila, liderado por Geraldo Russomano e João Bechir, culminando no plebiscito de 24 de dezembro de 1958, no qual os moradores votaram pela emancipação. Com isso, a Lei Estadual nº 5285, de 18 de fevereiro de 1959, Peruíbe foi elevada à categoria de distrito e município, se separando de Itanhaém, sendo instalada em 1° de janeiro de 1960.
Em 22 de junho de 1974, por meio de Lei Estadual, Peruíbe recebeu o título de Estância Balneária. No ano seguinte, foi assinado, pelo presidente brasileiro Ernesto Geisel, o acordo nuclear Brasil-Alemanha, que previa, dentre outros itens, a construção de uma usina nuclear na Jureia. A sociedade resistiu, e os equipamentos que seriam usados em Peruíbe ficaram na usina de Angra 3.

## Geografia
Localizada no litoral sul do Estado de São Paulo, seus limites são Itanhaém a norte e nordeste, o Oceano Atlântico a sudeste, Iguape a sudoeste, Itariri a oeste e Pedro de Toledo a noroeste.
Peruíbe fica a 140 km da capital paulista, sendo acessada pelo Sistema Anchieta-Imigrantes e rodovias Pedro Taques e Padre Manoel da Nóbrega, sendo distante 80 km de Santos. Outra alternativa é pela Rodovia Régis Bittencourt (BR-116) e Rodovia Padre Manoel da Nóbrega (SP-55), trajeto com 172 km partindo de São Paulo.
A altitude média é de 5,88 metros. O território tem predominância de planície costeira, com o Morro do Guaraú, a Serra de Jureia-Itatins e a Serra do Mar. Possui 32 km de praias, desde aquelas altamente urbanizadas até praticamente desertas e bem preservadas, além das ilhas de Queimada Grande, que abriga a temida cobra jararaca-ilhoa; Queimada Pequena; Guaraú, Grande, Boquete e Guararetama.

### Vegetação
Predominância de Mata Atlântica, reunindo espécies como jacarandá, jequitibá, ipê, além de orquídeas e bromélias. Manguezais e restinga completam a área litorânea, e mais para o interior há a presença de cerrado.
Peruíbe tem quase a metade de seu território incluso em sete unidades de conservação ambiental, em especial a Jureia-Itatins e o Parque Estadual da Serra do Mar, duas das mais amplas e importantes áreas de preservação do estado de São Paulo.

### Clima
O clima de Peruíbe é o tropical úmido, sem meses secos, com verões quentes e invernos brandos, sendo o mês mais quente fevereiro, com uma média máxima de 30 °C e o mais frio julho, com uma média mínima de 14 °C.
| Dados climatológicos para Peruíbe | Dados climatológicos para Peruíbe | Dados climatológicos para Peruíbe | Dados climatológicos para Peruíbe | Dados climatológicos para Peruíbe | Dados climatológicos para Peruíbe | Dados climatológicos para Peruíbe | Dados climatológicos para Peruíbe | Dados climatológicos para Peruíbe | Dados climatológicos para Peruíbe | Dados climatológicos para Peruíbe | Dados climatológicos para Peruíbe | Dados climatológicos para Peruíbe | Dados climatológicos para Peruíbe |
| Mês                               | Jan                               | Fev                               | Mar                               | Abr                               | Mai                               | Jun                               | Jul                               | Ago                               | Set                               | Out                               | Nov                               | Dez                               | Ano                               |
| --------------------------------- | --------------------------------- | --------------------------------- | --------------------------------- | --------------------------------- | --------------------------------- | --------------------------------- | --------------------------------- | --------------------------------- | --------------------------------- | --------------------------------- | --------------------------------- | --------------------------------- | --------------------------------- |
| Temperatura máxima média (°C)     | 29,9                              | 30                                | 29,5                              | 27,5                              | 25,5                              | 24,2                              | 23,4                              | 23,8                              | 24,5                              | 25,8                              | 27,4                              | 28,8                              | 26,7                              |
| Temperatura média (°C)            | 26                                | 26                                | 25,3                              | 23,3                              | 21,1                              | 19,7                              | 18,9                              | 19,8                              | 20,8                              | 22,1                              | 23,5                              | 24,7                              | 22,6                              |
| Temperatura mínima média (°C)     | 22,1                              | 22,1                              | 21,2                              | 19,1                              | 16,7                              | 15,2                              | 14,4                              | 15,8                              | 17,1                              | 18,4                              | 19,6                              | 20,7                              | 18,5                              |
| Precipitação (mm)                 | 286                               | 272                               | 257                               | 197                               | 137                               | 81                                | 68                                | 72                                | 108                               | 179                               | 148                               | 225                               | 2 030                             |
| Fonte: Climate-Data.org           |                                   |                                   |                                   |                                   |                                   |                                   |                                   |                                   |                                   |                                   |                                   |                                   |                                   |

### Principais vias urbanas
- Avenida Padre Anchieta[22]

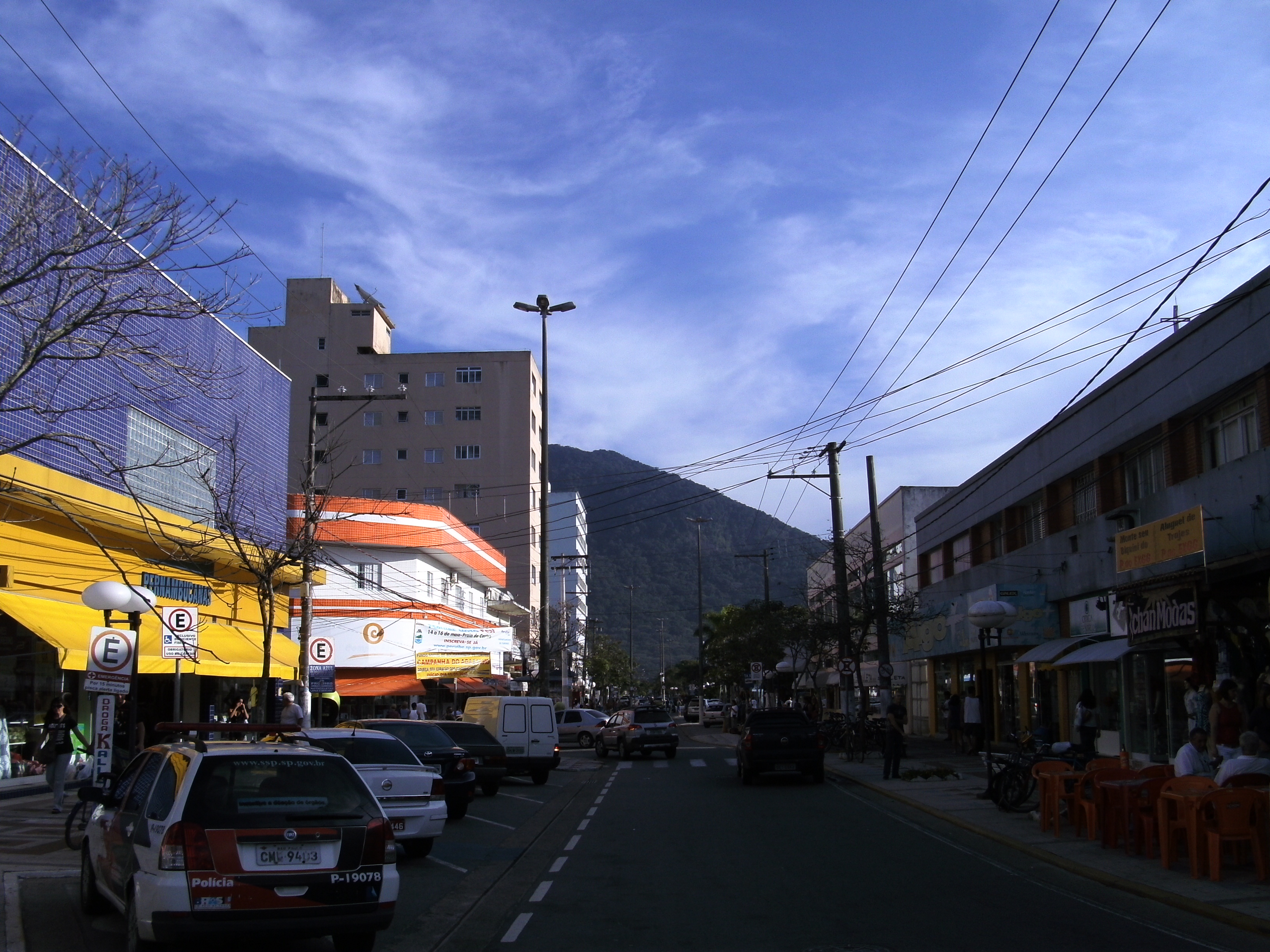
Região central de Peruíbe.

- Avenida Governador Mário Covas Jr. (Beira-Mar)[22]
- Avenida Luciano de Bona[22]
- Avenida São João[22]
- Avenida Vinte e Quatro de Dezembro[22]
- Avenida Tancredo de Almeida Neves[22]
- Avenida João Abel[22]
- Avenida São Domingos[22]
- Avenida Domingos da Costa Grimaldi[22]
- Avenida Padre Leonardo Nunes[22]

## Demografia

### Dados do censo 2022
População total: 68.352 pessoas
Densidade demográfica: 209,53 hab./km²
Distribuição por gênero: 32.937 (48,2%) homens e 35.415 (51,8%) mulheres
Taxa de alfabetização: 96%
Mortalidade infantil: 12,15 óbitos até um ano de idade por mil nascidos vivos 

### Dados do censo 2010
Taxa de fecundidade (filhos por mulher): 2,30
Expectativa de vida: 76,24 anos
Índice de Desenvolvimento Humano (IDH-M): 0,749
- IDH-M Renda: 0,730
- IDH-M Longevidade: 0,854
- IDH-M Educação: 0,675

Ressalta-se uma população flutuante de mais de 200 mil pessoas em épocas como final de ano e Carnaval.

## Política e administração

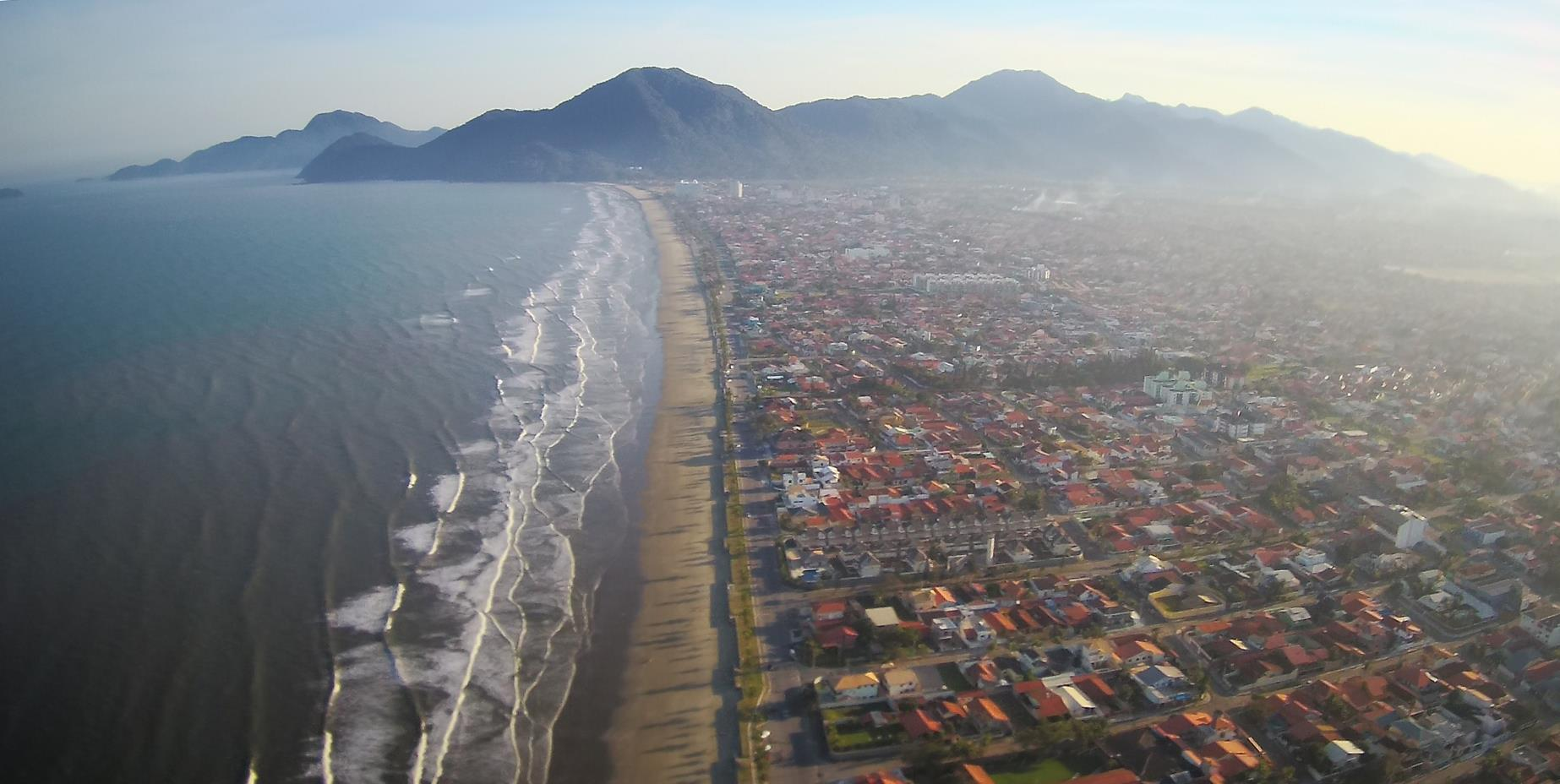
Foto aérea e orla de Peruíbe.

### Subdivisões
A orla urbana é formada por balneários horizontais de alto padrão, como Arpoador, Oásis, Pq. Turístico, Flórida e Stella Maris. Algumas construções se destacam pela arquitetura arrojada e recortada, de muita beleza. O Centro e a Estação são zonas comerciais. Já os bairros como Vila Erminda, Caraguava, Jardim Veneza, Jardim Brasil, Vila Romar e Prados, mais afastados da praia, são os mais habitados. Presença marcante de condomínios e loteamentos, como os Bougainvillé, Três Marias e São Marcos. O Código de Obras e o Plano Diretor são rígidos, proibindo a verticalização da orla e disciplinando o uso do solo, porém a numeração dos imóveis é um tanto aleatória.

## Economia
A economia é altamente dependente dos empregos do setor público e do turismo.

### Setor secundário
Industrialização praticamente inexistente, com algumas microempresas nas áreas de alimentação, vestuário e cosméticos. Houve tentativas, sem sucesso, da atração de indústrias não poluentes. Existiu uma tentativa para a implementação de uma usina termelétrica em Peruíbe. Esta porém, não teve sucesso, uma vez que a própria população negou fortemente esta tentativa.

### Setor terciário
Comércio e serviços são as principais atividades econômicas, com destaque para a construção civil e atividades de suporte ao turismo.

## Infraestrutura
Peruíbe possui uma ótima infraestrutura de hotelaria e turismo, com uma grande rede de hotéis, pousadas, camping e colônias de férias, além de restaurantes, bares, lanchonetes, sorveterias, pizzarias e quiosques à beira-mar. O comércio é diversificado, com grandes redes de supermercados, peixarias, açougues, padarias, feiras livres, farmácias, lojas de móveis e eletrodomésticos, moda e vestuário, calçados, artigos de praia e concessionárias de veículos. Grande número de imobiliárias e lojas de material para construção. Os principais centros comerciais localizam-se no Centro e no bairro da Estação.

### Educação
Possui rede de escolas municipais e estaduais da Educação Infantil ao Ensino Médio, Centro de Cursos Técnicos Profissionalizantes, uma biblioteca, uma faculdade e polos de educação a distância.

### Saúde
Não há hospital nem maternidade na cidade. Há postos de saúde nos bairros. Na rede particular, clínicas médicas e odontológicas e laboratórios de análises clínicas. No final de 2011, foi inaugurado, na cidade, o AME – Ambulatório Médico de Especialidades, mantido com recursos próprios do município. Foi inaugurado um UPA 24h (unidade de pronto atendimento 24 horas), com 1 500 metros quadrados. Iniciou-se a construção do primeiro hospital da cidade, em 2015,com 54 leitos. A construção deste, perdura até hoje. A previsão de término é 2024.

### Transportes
Linhas regulares para o transporte urbano. Terminal rodoviário para destinos do Litoral, Grande São Paulo, Vale do Ribeira, Nordeste e Sul, operado por sete companhias: Vallesul, Breda, Catarinense, Princesa dos Campos, Penha e Novo Horizonte. Há poucos pontos de táxi espalhados pela cidade.
Até os anos 90, a cidade de Peruíbe dispunha de trens de passageiros de média distância que faziam a ligação do município com as demais cidades do litoral sul do estado como Mongaguá, Itanhaém, Praia Grande, São Vicente e Santos, além da cidade não-litorânea de Juquiá, também na região da Baixada Santista, pela Linha Santos-Juquiá da antiga Estrada de Ferro Sorocabana. Haviam também trens turísticos de longa distância, que faziam a ligação do município no litoral sul do estado com a capital paulista e com a cidade de Campinas, já no interior do estado. Esses últimos ficaram conhecidos como Trem do Pettená, operados pela antiga Fepasa.
Todos os trens de passageiros que circulavam no município foram desativados no ano de 1997 e o transporte local de cargas foi desativado em 2003. Atualmente, as autoridades locais pretendem reativar a Santos-Juquiá para uma nova implementação dos trens turísticos na região.

### Segurança pública
Dois Distritos Policiais, Delegacia da Mulher, Companhia de Polícia Militar, Polícia Militar Ambiental, posto de salvamento dos Bombeiros, Corpo de Bombeiros, Tiro de Guerra, Departamento de Defesa Social e Guarda Municipal. Câmeras de vigilância nos principais pontos da cidade.

### Comunicações

#### Telefonia
O sistema de telefones automáticos foi inaugurado na cidade pela Companhia de Telecomunicações do Estado de São Paulo (COTESP) em 1966. Já o sistema de discagem direta à distância (DDD) foi implantado em 1979 pela Telecomunicações de São Paulo (TELESP) com o código de área (0132), sendo inaugurada para isso a nova central telefônica da cidade, utilizada até os dias atuais.
Na década de 90 o código DDD da cidade foi alterado para (013), para padronização do sistema telefônico com a telefonia celular que estava sendo implantada em todo o estado.

## Cultura e lazer
Os aspectos culturais de Peruíbe estão ligados à cultura caiçara, com música típica e gastronomia baseada em peixes e frutos do mar, como a caldeirada, um prato típico à base de postas de peixe e frutos do mar.
Atualmente, existem 3 Aldeias Indígenas (TI) de Família/língua Tupi-Guarani: a T.I. Piaçaguera (antiga João Batista), localizada à beira-mar na divisa com Itanhaém no Bairro Estância Santa Cruz, havendo acessos à Aldeia pelos Bairros Gaivotas e E. Santa Cruz (lateral), pela praia ao fundos desta Aldeia e pela Rodovia Pedro Taques(entrada). A T.I. Bananal, localizada próximo a Serra do Mar (Mata Atlântica), tem acesso entrando à direita no trevo do município na Rodovia Pedro Taques, pela Estrada Armando Cunha s/nº. Por último, a T.I. Paraíso, localizada na Jureia (Estação Ecológica Jureia-Itatins): após cruzar o Centro (Peruíbe), siga sentido Guaraú; no trevo; entre à direita sentido Barra do Una; na bifurcação, entrar à direita sentido  Cachoeira Paraíso; a Aldeia inicia ao cruzar a Cachoeira. Esta entrada para a Aldeia na bifurcação fica antes de chegar Barra do Una.

### Banda municipal
A Banda Musical Infanto-Juvenil do município, formada na década de 30, foi dez vezes campeã estadual e nove vezes nacional e se apresente em eventos da cidade.

### Espaços culturais
- Apresentações artísticas na Praça Matriz e Boulevard;[22]
- Feiras de artesanato da Praça Redonda (Centro) e Praça Flórida;[22]
- Estação Ferroviária;[22]
- Museu Histórico e Arqueológico;[22]
- Colônia Veneza;[22]
- Ruínas do Abarebebê;[22]
- Biblioteca Pública Municipal Manoel Castan.[22]

### Sítios arqueológicos

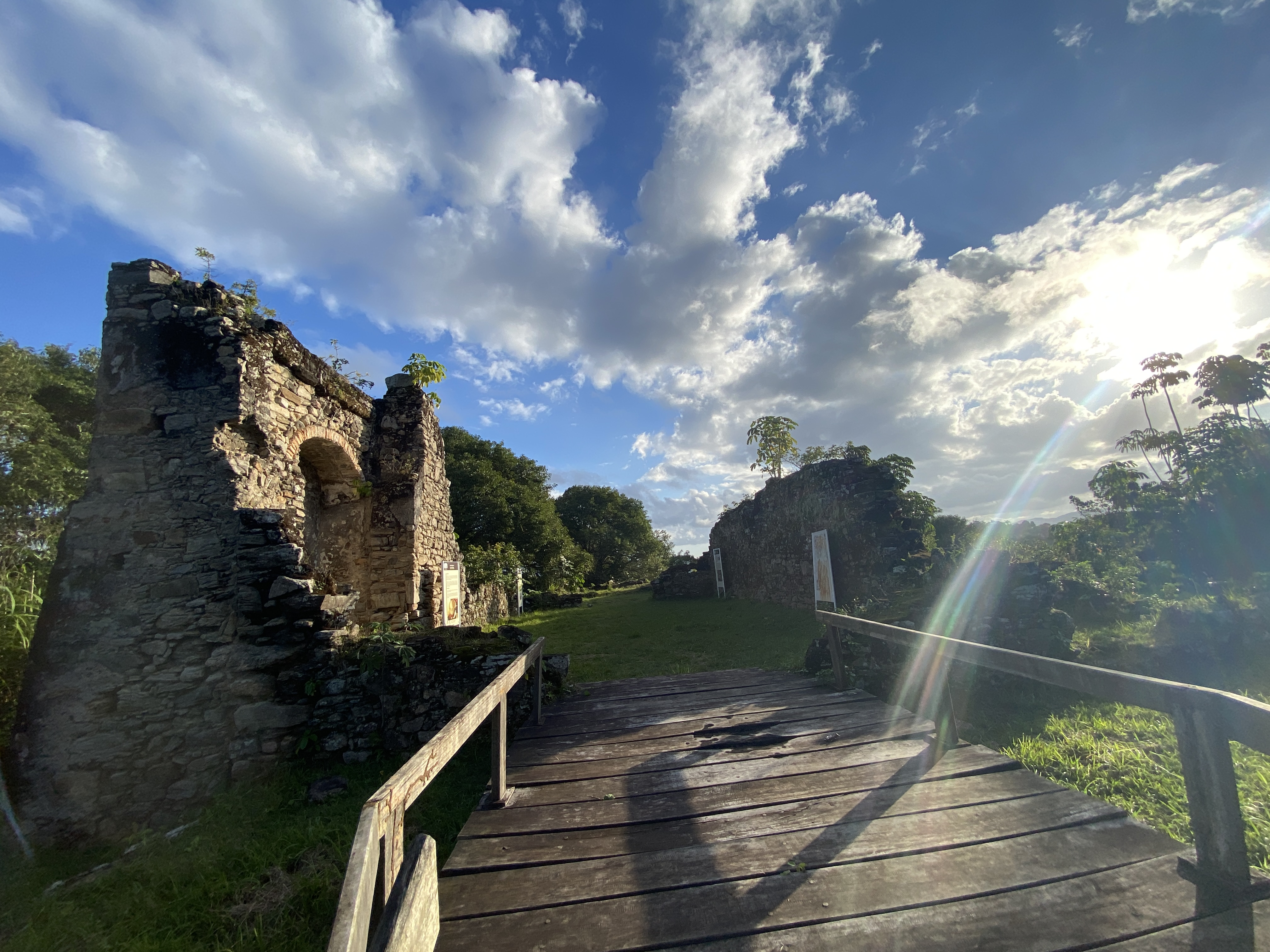
Sítio Arqueológico Ruínas do Abarebebê

Dentre os sítios arqueológicos existentes na cidade, podem ser destacados:
- Ruínas do Abarebebê, identificada como a primeira igreja do Brasil;[46]
- Ruínas do Guarauzinho, na praia de mesmo nome, onde habitou Pero Corrêa, sesmeiro que aprisionava e negociava índios;[47]
- Sambaqui do Guaraú, no rio de mesmo nome;[47]
- Ruínas da Fazenda São João, datada do século XVIII, com material arqueológico português;[47]
- Sítios Piaçaguera (I, II e III), na área de Taniguá, próxima a Abarebebê, com vestígios do início do povoado;[47]

### Esportes
São dois ginásios poliesportivos, campos de futebol e quadras, aluguel de quadras de futebol soçaite e tênis, centro de artes marciais, ciclovias, bons trechos para caminhada e cooper, academias, pista de ultraleves, boliche, pista de skate indoor e cancha de bocha. No mar, destaque para o surfe e esportes náuticos. Prática de esportes de areia. Tem crescido o turismo de aventura: arvorismo, canoagem, tirolesa, trekking, passeio de jipe, entre outros. Bons locais para pesca no mar, nos rios ou em pesque-pague. Também tem destaque nacional com o judô, com atletas olímpicos, e jiu-jítsu, com atletas campeões mundiais e nacionais.

## Turismo

### Belezas naturais
São 32 km de litoral com belas praias e os menores índices de poluição do Litoral Paulista. Na área urbana, distribuem-se diversos balneários de elevado padrão de construção com arquitetura predominantemente horizontal. Na divisa com Itanhaém, Tapirema, um trecho sem habitação. Em seguida, a Praia de Peruíbe é urbanizada com quiosques, calçadão, ciclovia e jardins. Dentre elas, destacam-se as praias do Centro. Em direção ao sul, a paisagem torna-se mais natural, com o Costão e sua famosa ducha natural; a Prainha e o Guaraú. Dentro da Jureia, são dezenas de praias preservadas e praticamente intocadas, de beleza única, como a Desertinha, Tatuíra, Guarauzinho, Baleia, Arpoador, Parnapoã, Brava, Juquiazinho, Preta, Caramborê e Barra do Una já na divisa com Iguape. As cachoeiras do rio do Ouro, Guanhanhã, Vilão e Antas, as corredeiras do Perequê e do Paraíso, esta com seu tobogã e piscinas naturais, completam a natureza.

### Praias
1. Praia da Barra do Una
2. Praia do Caramborê
3. Praia do Parnapuã
4. Praia do Arpoador (Peruíbe)
5. Praia do Guaraú
6. Praia do Costão (Peruíbe)
7. Prainha (Peruibe)
8. Praia da Avenida São João
9. Praia do Balneário São João Batista
10. Praia do Parque Turístico - Rua das Orquídeas
11. Praia do Oásis
12. Praia de Icaraíba
13. Praia de Tapirema
14. Praia de Piaçaguera[49][50][51]

### Roteiro urbano
- Colônia Veneza, com a Capela de Mosaicos;[22]
- Mirante da Torre, na entrada da cidade, com vista panorâmica de Peruíbe;[22]
- Museu Histórico e Arqueológico, na Torre (Atualmente está desativado);[22]
- Ruínas do Abarebebê;[22]
- Aquário Municipal;[22]
- Complexo Termal da Lama negra de Peruíbe;[22]
- Portinho e Mercado de Peixes;[22]
- Feiras de Artesanato – Praça Redonda (Centro) e Praça Flórida, a Praça Flórida foi inalgurada em 2022;[22]
- Boulevard (Calçadão do Centro);[22]
- Praça Monsenhor Lino Passos (Matriz), recentemente reformada e cartão-postal da Cidade;[22]
- Portal da Cidade (Pirâmide) e Portal da Jureia (em forma de bananeira);[22]
- Avenida Padre Anchieta;[22]
- Estação Ferroviária, recentemente reformada, espaço cultural com fotos antigas do município;[22]
- Orla urbanizada, com ciclovias, quiosques, calçadão e jardins.[22]

Mirante da Torre, na entrada da cidade, com vista panorâmica de Peruíbe

### Roteiro ecológico e de aventura
Iniciando na Praia do Costão onde a Serra do Itatins encontra o mar e forma uma paisagem com a água das nascentes que descem da montanha formando uma bica, os costões rochosos ótimos para a pesca, a Mata Atlântica e suas trilhas e um paredão rochoso onde se pratica o rapel; estrada do Guaraú que leva ao entorno da Jureia, sendo a Prainha um ponto obrigatório de parada; bairro do Guaraú onde pode-se conhecer a Praia e Rio do Guaraú e a Passarela do Balça, ponte suspensa sobre o manguezal; Corredeiras do Perequê, rio de corredeiras com piscinas de águas cristalinas; Cachoeira do Paraíso, com base de educação ambiental, trilha estruturada e auto guiada, piscinas naturais e uma belíssima queda de seis metros de altura; Praia do Caramborê, praia semideserta que encanta pela sua energia e localização; praia da Barra do Una com famílias tradicionais que perpetuam a cultura caiçara no local. Agregado ao Roteiro ecológico, as atividades de aventura contam com trilhas em ambiente de Mata Atlântica, rapel na Praia do Costão, Watter Treking nas corredeiras do Perequê, Jeep Tour e canoagem com canoas havaianas, canadenses e caiaques no Rio Guaraú.

### Roteiro cultural
A história da região pode ser conhecida nas Ruínas do Abarebebê, patrimônio histórico do século XVI que retrata a catequização indígena na Região; no Museu Histórico e Arqueológico, com um acervo de 360 peças que relatam a ocupação da cidade, desde os homens do sambaqui, indígenas e colonizadores, até os dias atuais; e na Estação Ferroviária, prédio restaurado do início do século XX, que abriga o Arquivo Histórico, exposições, documentos e fotos antigas da cidade. Outros pontos de interesse são a Capela de Mosaico na Colônia Veneza,(localizada atrás da Torre do Mirante)  com paredes revestidas de mosaico italiano; a Feira de Artesanato na Praça Flórida; o Boulevard localizado na região central; e a Praça Ambrósio Baldim (Praça Redonda), no Centro, com 80 boxes de artigos diversos, artesanato e alimentação.

### Roteiro ufológico
Segundo esotéricos, Peruíbe apresenta características comparáveis às de algumas regiões da Índia e do Peru, com relatos de óvnis e seres extraterrestres, sendo muito visitada por estudiosos de ufologia. Há a realização anual do Encontro Ufológico de Peruíbe. Também foi criado o Primeiro Roteiro Turístico Ufológico do Brasil, que passa por locais com inúmeros relatos de avistamento de óvnis e seres luminosos, como a Pedra da Serpente, um portal de pedra na encosta do Morro dos Itatins; observação da Ilha de Queimada Grande; Praia e Serra no Guaraú; Perequê; Barra do Una; Bairro São José, onde a vegetação apareceu amassada; Ruínas do Abarebebê; e toda a orla urbana de Peruíbe, de Tapirema ao Costão.

## Religião
Em Peruíbe, assim como em todo o Brasil, está legitimizada a liberdade religiosa. Várias religiões cristãs, dentre outras mais, agnósticos, ateus, e indiferentes a uma religiosidade qualquer se encontram presentes em Peruíbe.
O Cristianismo se faz presente na cidade da seguinte forma:

### Igreja Católica
O município pertence à Diocese de Santos. Há no município duas paróquias: Paróquia de São João Batista, com oito comunidades, e a Paróquia de São José Operário, com doze comunidades.

### Igrejas Evangélicas
Entre as igrejas protestantes históricas, pentecostais e neopentecostais, encontram-se na cidade:
- Assembleia de Deus Ministério do Belém.[59][60]
- Congregação Cristã no Brasil.[61]